# Крахмальнікова Зоя Олександрівна
Зоя Олександрівна Крахмальнікова (14 січня 1929, Харків, Українська РСР, СРСР — 17 квітня 2008) — радянська та російська публіцистка українського походження, правозахисниця, учасниця дисидентського руху.

## Життєпис
Народилася 14 січня 1929 в Харкові. Після розлучення батьків виховувалася вітчимом, коли в 1936 він був заарештований — матір'ю.
У 1954 закінчила Літературний інститут ім. Горького, потім навчалася в аспірантурі Інституту світової літератури АН СРСР і працювала у видавництві «Радянський письменник», в журналі «Молода гвардія», в «Літературній газеті»; в 1960-1970-х публікувалася як критик в журналах «Новий світ», «Знамя», «Молода гвардія» та в «Літературній газеті», автор кількох літературознавчих книг і кількох десятків статей, перекладач.
У 1967 захистила дисертацію про творчість естонського письменника Ааду Хінта, працювала науковим співробітником в Інституті соціології АН СРСР.

## Родина
- Чоловік — Фелікс Григорович Свєтов (справжнє прізвище Фрідлянд) — російський письменник-дисидент єврейського походження.
- Дочка — Зоя Феліксівна СвЄтова — журналістка, правозахисниця.

## Цікаві факти
У 1966 поет Булат Окуджава присвятив Зої Крахмальніковій свою пісню «Прощання з новорічною ялинкою».